# Amallothrix valens
Amallothrix valens är en kräftdjursart som först beskrevs av Farran 1926.  Amallothrix valens ingår i släktet Amallothrix och familjen Scolecitrichidae. Inga underarter finns listade i Catalogue of Life.